# Mount Keith
Mount Keith – szczyt w USA, w środkowej części stanu Kalifornia, położony 27 km na północny zachód od miasta Lone Pine, na granicy hrabstw Inyo i Tulare w Kings Canyon National Park. Jest to jeden z najwyższych szczytów w górach Sierra Nevada oraz w Kalifornii. Obecną nazwę szczytowi nadano na cześć amerykańskiego malarza i pejzażysty Williama Keitha.